# Девід Скотт
Девід Рендольф Скотт (англ. David Randolph Scott, нар. 6 червня 1932) — астронавт, командир космічного корабля Аполлон-15. Один з 12 людей, які побували на Місяці. До цього побував у космосі під час місій Джеміні-8 й Аполлон-9.
Народився на базі військово-повітняних сил США «Рендольф» (Сан-Антоніо, штат Техас), на честь якої і одержав ім'я. Був активістом бойскаутів. Навчався у Техаському військовому інституті і Вест-Пойнті, за фахом «Аеронавтика і астронавтика» та «Інженерія в аеронавтиці та астронавтиці». Захистив докторську дисертацію університеті Мічигана в 1971 році.

## Цікаві факти
Перебуваючи на поверхні Місяця, Девід Скотт ніс стос прапорів США, які перед цим таємно було покладено до рюкзака з системою життєзабезпечення. Кронштейн системи життєзабезпечення та один із прапорів буде продано 13 квітня 2017 року на аукціоні.